# UB-64号潜艇
陛下之UB-64号艇是德意志帝国海军于第一次世界大战期间建造的其中一艘UB-III型近岸潜艇或称U艇。它由汉堡的伏尔铿船厂承建，于1917年6月9日新船下水，至同年8月5日交付使用。其全长55.52米，水面及水下排水量分别为508吨和639吨，艇载武器则包括五具500毫米鱼雷发射管以及一门88毫米口径甲板炮。UB-64号曾先后被部署至第五及第二区舰队，并参与了大西洋潜艇战。在八次巡逻期间，该艇累计击沉了协约国或中立国的27艘商船和2艘辅助军舰，容积总吨为33749吨。战后，根据对德停战协定的要求，UB-64号于1918年11月21日被引渡至英国哈维奇正式向协约国投降，至1921年在费勒姆拆解报废。

## 设计
UB-64号是汉堡伏尔铿船厂承建的UB-III型首批次（UB-60至UB-65号）的五号艇，由德意志帝国海军潜艇监察局于1916年5月20日向订购，至1917年6月9日下水。其全长55.52米，舷宽5.76米。艇体采用双壳体结构，水面及水下排水量分别为508吨和639吨，浮起时的吃水深度为3.70米。由于无需像UC-II型艇那样提供水雷布设装置，设计工程师对潜艇舷弧进行了优化，增大了司令塔体积，配备两具潜望镜，司令塔与控制室之间增加一道水密舱壁。这些改进显著提高了潜艇的水下机动性和生存力。为了达到更高的航速，UB-64号采用两台猛狮六缸四冲程550匹公制馬力（405千瓦特）柴油机用于水面运行，以及两台394匹公制馬力（290千瓦特）的西门子-舒克特电动发电机用于水下航行；水面最高航速13.3節（24.6每小時），水下7.8節（14.4每小時）；能够在水面以6節（11每小時）航速续航8,420海里（15,590），或以4節（7.4每小時）连续在水下航行55海里（102）而无需充电。
UB-64号的主武器为五具500毫米艇艏鱼雷发射管，其中艇艏四具采用层叠式布局分居两侧、艇艉一具，并可搭载合共10枚G6型鱼雷。辅助武器则是一门88毫米30倍径速射炮。其标准船员编制为3名军官加31名水兵。

## 服役历史
1917年8月5日，UB-64号在曾担任UC-31和UB-35号艇长、经验丰富的海军上尉奥托·冯·施拉德尔的指挥下正式入役，随即展开海试。完成海试后，该艇曾先后被编入北海战区的第五和第二区舰队，并参与了大西洋潜艇战，足迹遍及爱尔兰岛西岸、布里斯托尔湾、圣基尔达岛以及勒威克周边海域。在八次巡逻期间，该艇合共击沉了协约国或中立国的27艘商船和2艘辅助军舰，容积总吨为33749吨。其中，10509总吨、由英国皇家海军征用的武装商船巡洋舰马莫拉号（Marmora）是体积最大的受害者，于1918年7月23日从加的夫前往达喀尔的途中在爱尔兰以南海域遭击沉，共造成船上10名官兵阵亡；成为战争期间遭U艇击沉的最大型舰船之一。而四天前、即7月19日在斯凯里沃尔西北遇袭的英国运兵船黑爵床号则显著更大，达到32234总吨，但它在遭UB-64号的鱼雷命中受损后仍能被拖行，延至翌日才由UB-124号击沉。战后，根据对德停战协定的要求，UB-64号于1918年11月21日被引渡至英国哈维奇正式向协约国投降，至1921年在费勒姆拆解报废。

## 袭击历史摘要

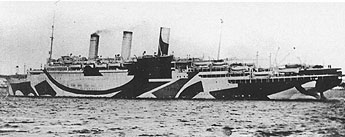
容积总吨高达32234吨的黑爵床号运兵船是战争期间遭U艇袭击的第二大船

| 日期           | 船名                | 船籍         | 吨位  | 结局       |
| -------------- | ------------------- | ------------ | ----- | ---------- |
| 1917年10月13日 | 纽奎号              | 英国         | 4191  | 击伤       |
| 1917年12月13日 | 斯蒂芬·弗内斯号     | 英國皇家海軍 | 1712  | 击沉       |
| 1918年2月14日  | 萨迦号              | 英国         | 1143  | 击沉       |
| 1918年2月19日  | 威廉敏娜七号        | 荷蘭         | 109   | 击沉       |
| 1918年3月30日  | 萨拉米尼亚号        | 希腊         | 3112  | 击沉       |
| 1918年4月5日   | 蛤蜊号              | 英国         | 3552  | 击伤       |
| 1918年4月11日  | 莱克穆尔号          | 美国         | 2045  | 击沉       |
| 1918年5月23日  | 英尼斯法伦号        | 英国         | 1405  | 击沉       |
| 1918年5月30日  | 塞浦路斯号          | 英国         | 35    | 击沉       |
| 1918年5月30日  | 福音号              | 英国         | 15    | 击沉       |
| 1918年5月30日  | 蜜蜂号              | 英国         | 34    | 击沉       |
| 1918年5月30日  | 简·戈登号           | 英国         | 27    | 击沉       |
| 1918年5月30日  | 劳埃德号            | 英国         | 35    | 击沉       |
| 1918年5月30日  | 玛丽安娜·麦克拉姆号 | 英国         | 30    | 击沉       |
| 1918年5月30日  | 不可言表号          | 英国         | 31    | 击沉       |
| 1918年5月30日  | 海鸟号              | 英国         | 15    | 击沉       |
| 1918年5月30日  | 闪波号              | 英国         | 37    | 击沉       |
| 1918年5月30日  | 圣玛丽号            | 英国         | 29    | 击沉       |
| 1918年6月8日   | 厄勒克特拉号        | 挪威         | 614   | 击沉       |
| 1918年6月9日   | 莉娜号              | 瑞典         | 371   | 缴作战利品 |
| 1918年7月19日  | 黑爵床号            | 英国         | 32234 | 击伤       |
| 1918年7月19日  | 漫游者号            | 英国         | 79    | 击沉       |
| 1918年7月23日  | 马莫拉号            | 英國皇家海軍 | 10509 | 击沉       |
| 1918年7月24日  | 捍卫者号            | 英国         | 8520  | 击伤       |
| 1918年9月13日  | 布法罗号            | 英国         | 286   | 击沉       |
| 1918年9月13日  | M·J·克雷格号        | 英国         | 691   | 击沉       |
| 1918年9月13日  | 塞特犬号            | 英国         | 956   | 击沉       |
| 1918年9月14日  | 纽茨菲尔德号        | 英国         | 3821  | 击沉       |
| 1918年9月15日  | 玛丽·范妮号         | 英国         | 94    | 击沉       |
| 1918年9月15日  | 能量号              | 英国         | 89    | 击沉       |
| 1918年9月15日  | 约瑟夫·费希尔号     | 英国         | 88    | 击沉       |
| 1918年9月16日  | 塞卢拉号            | 英国         | 1388  | 击沉       |
| 1918年9月19日  | 大律师号            | 英国         | 4952  | 击沉       |
| 1918年9月21日  | 当夏尔号            | 英国         | 368   | 击沉       |

## 脚注
1. ↑  Rössler，第60頁.
2. 1 2  Helgason, Guðmundur. . German and Austrian U-boats of World War I - Kaiserliche Marine - Uboat.net.   [2022-05-02].
3. 1 2 3 4  Gröner 1991，第25-30頁.
4. 1 2 3  Helgason, Guðmundur. . German and Austrian U-boats of World War I - Kaiserliche Marine - Uboat.net.   [2015-02-04].
5. ↑  Helgason, Guðmundur. . German and Austrian U-boats of World War I - Kaiserliche Marine - Uboat.net.   [2015-02-04].
6. ↑  Helgason, Guðmundur. . German and Austrian U-boats of World War I - Kaiserliche Marine - Uboat.net.   [2015-02-04].
7. ↑  Helgason, Guðmundur. . German and Austrian U-boats of World War I - Kaiserliche Marine - Uboat.net.   [2015-02-04].
8. ↑  陈进，第239頁.
9. ↑  NARS，第77頁.
10. 1 2  Helgason, Guðmundur. . German and Austrian U-boats of World War I - Kaiserliche Marine - Uboat.net.   [2014-12-05].
11. ↑  Helgason, Guðmundur. . German and Austrian U-boats of World War I - Kaiserliche Marine - Uboat.net.   [2022-05-02].
12. ↑  Helgason, Guðmundur. . German and Austrian U-boats of World War I - Kaiserliche Marine - Uboat.net.   [2009-04-14].
13. ↑  Helgason, Guðmundur. . German and Austrian U-boats of World War I - Kaiserliche Marine - Uboat.net.   [2022-05-02].